# Орёл, Владимир Васильевич
Владимир Васильевич Орёл (род. 4 февраля 1951) — советский и российский актёр и режиссёр театра. Народный артист РФ (2012). Председатель Тюменского отделения Союза Театральных Деятелей РФ.

## Биография
Владимир Васильевич Орёл родился 4 февраля 1951 года в селе Луговки Киевской области.
В 1972 году окончил Харьковский институт искусств и был принят в труппу Луганского русского драматического театра.
С 1975 года по 1977 год работал в Томском театре драмы.
С 1977 года работает в Тюменском драматическом театре.
Владимир Васильевич Орёл является Председателем Тюменского отделения Союза Театральных Деятелей РФ.

## Награды и звания
- Народный артист Российской Федерации (2012)[3].
- Заслуженный артист Российской Федерации (1997)[4].